# Bevarade grevskap i Wales
| Grevskap fram till 1974     |
| Grevskap fram till 1974     |
| Grevskap 1974–1996          |
| Grevskap 1974–1996          |
| Bevarade grevskap från 2003 |
| Bevarade grevskap från 2003 |
| Kommuner från 1996          |
| Kommuner från 1996          |

De bevarade grevskapen i Wales är historiska grevskap som numera bara används i ceremoniella syften. De är baserade på de grevskap som skapades av Local Government Act 1972 och användes mellan 1974 och 1996.
Dessa ska inte förväxlas med de traditionella grevskapen i Wales som användes fram till 1889.
Före 1889 är stadsgrevskap (counties corporate) markerade med kursivt. Haverfordwest upphörde att vara ett stadsgrevskap 1889, men hade ändå en annan lordlöjtnant än resten av Pembrokeshire fram till 1974. Mellan 1889 och 1974 är landstingsfria städer (county boroughs) markerade med kursivt. Vid reformen 1996 infördes likaledes landstingsfria kommuner (unitary authorities eller principal areas). Hela Wales är indelat i dessa, som kallas counties (med vissa undantag de som motsvarar ett eller flera grevskap före 1974) eller county boroughs. De olika namnen har dock ingen praktisk betydelse. De är grupperade i "bevarade grevskap" (preserved counties) med gemensam lordlöjtnant. De bevarade grevskapen är i princip samma som de som användes 1974–1996, men 2003 överfördes de delar av Conwy som legat i Gwynedd till Clwyd och de delar av Caerphilly som legat i Mid Glamorgan till Gwent.
Listan visar större gränsförändringar, men många mindre genomfördes också vid reformerna 1889, 1974, 1996 och 2003. De områden som är numrerade på kartorna har motsvarande nummer inom parentes efter namnet.
| –1889                            | 1889–1974                                       | 1974–1996           | 1996–                                                                          |
| -------------------------------- | ----------------------------------------------- | ------------------- | ------------------------------------------------------------------------------ |
| Monmouthshire (1)                | Monmouthshire, Newport (1)                      | Gwent (1)           | Blaenau Gwent (3), Caerphilly (2), Monmouthshire (5), Newport (6), Torfaen (4) |
| Glamorgan (2)                    | Glamorgan (2), Cardiff, Merthyr Tydfil, Swansea | Mid Glamorgan (3)   | Blaenau Gwent (3), Caerphilly (2), Monmouthshire (5), Newport (6), Torfaen (4) |
| Glamorgan (2)                    | Glamorgan (2), Cardiff, Merthyr Tydfil, Swansea | Mid Glamorgan (3)   | Bridgend (9), Merthyr Tydfil (1), Rhondda Cynon Taff (10)                      |
| Glamorgan (2)                    | Glamorgan (2), Cardiff, Merthyr Tydfil, Swansea | South Glamorgan (2) | Cardiff (7), Vale of Glamorgan (8)                                             |
| Glamorgan (2)                    | Glamorgan (2), Cardiff, Merthyr Tydfil, Swansea | West Glamorgan (4)  | Neath Port Talbot (11), Swansea (12)                                           |
| Carmarthenshire (3), Carmarthen  | Carmarthenshire (3)                             | Dyfed (5)           | Carmarthenshire (13), Ceredigion (14), Pembrokeshire (22)                      |
| Cardiganshire (5)                | Cardiganshire (5)                               | Dyfed (5)           | Carmarthenshire (13), Ceredigion (14), Pembrokeshire (22)                      |
| Pembrokeshire (4), Haverfordwest | Pembrokeshire (4)                               | Dyfed (5)           | Carmarthenshire (13), Ceredigion (14), Pembrokeshire (22)                      |
| Brecknockshire (6)               | Brecknockshire (6)                              | Powys (6)           | Powys (15)                                                                     |
| Radnorshire (7)                  | Radnorshire (7)                                 | Powys (6)           | Powys (15)                                                                     |
| Montgomeryshire (8)              | Montgomeryshire (8)                             | Powys (6)           | Powys (15)                                                                     |
| Anglesey (13)                    | Anglesey (13)                                   | Gwynedd (7)         | Anglesey (21), Gwynedd (20)                                                    |
| Merionethshire (11)              | Merionethshire (11)                             | Gwynedd (7)         | Anglesey (21), Gwynedd (20)                                                    |
| Caernarfonshire (12), Caernarfon | Caernarfonshire (12)                            | Gwynedd (7)         | Anglesey (21), Gwynedd (20)                                                    |
| Caernarfonshire (12), Caernarfon | Caernarfonshire (12)                            | Gwynedd (7)         | Conwy (19), Denbighshire (18), Flintshire (17), Wrexham (16)                   |
| Denbighshire (9)                 | Denbighshire (9)                                | Clwyd (8)           |                                                                                |
| Flintshire (10)                  | Flintshire (10)                                 | Clwyd (8)           |                                                                                |